# Edmundo Guillén
Edmundo Guillén Guillén (Laramate, Perú, 1 de noviembre de 1921-Lima, 12 de febrero de 2005), fue un historiador peruano. Se enfocó en el mundo andino, y siguiendo la línea trazada por Juan José Vega, cuestionó la versión tradicional de la conquista del Perú que ponía como final de este suceso la captura de Atahualpa en 1532, demostrando documentadamente la resistencia de los incas de 1536 a 1572 (Rebelión de Manco Inca e incas de Vilcabamba), a la que denominó como la Primera Guerra de Reconquista o versión inca de la conquista.

## Biografía
Nacido en Laramate, pueblo de la provincia de Lucanas, en el departamento de Ayacucho. Hijo de Edmundo Guillén Guevara y María Guillén Gallegos.
Se trasladó a Lima, donde cursó su educación escolar en el Gimnasio Peruano. En 1939 ingresó al Seminario Conciliar de Santo Toribio, pero lo abandonó en 1941 para cursar estudios superiores en la Pontificia Universidad Católica del Perú, pasando casi de inmediato a la Universidad Mayor de San Marcos (1942).
Se graduó de bachiller en Humanidades (1948) con una Monografía histórica de Lucanas; de doctor en Educación (1949) con tesis sobre Sociabilidad del hombre peruano;  de doctor en Historia (1959) con la tesis El Ttocricuk y el To Cuyricuc en la organización del Estado inca; y de bachiller en Derecho (1950), con la tesis sobre la Organización del trabajo en la sociedad inca. Obtuvo también su título de abogado (1951).
En 1948 empezó a ejercer la docencia en la Facultad de Letras de San Marcos, aunque por un breve periodo. En 1956 fue elegido diputado por Ayacucho, función que ejerció hasta 1962.
Se incorporó a la plana docente de la recién fundada Universidad Nacional Hermilio Valdizán de Huánuco, donde fue decano de la Facultad de Letras y Educación, así como vicerrector (1964-1969). Fue declarado profesor emérito.
De nuevo en Lima, se incorporó a la Universidad Ricardo Palma (1969), de la que fue rector (1972-1976) y decano en la Facultad de Lenguas Modernas (1989-1995).

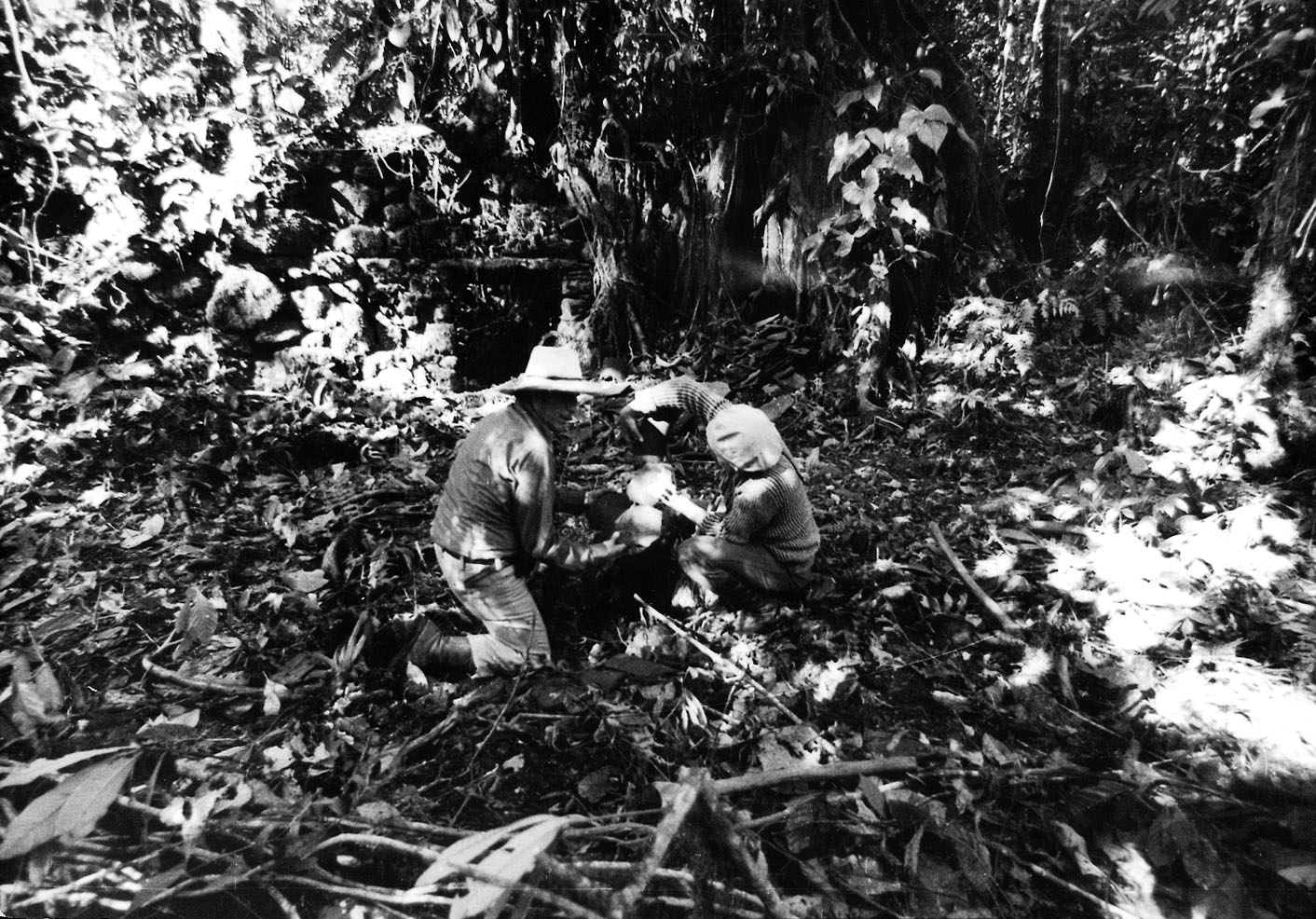
Edmundo Guillen y Elżbieta Dzikowska tras encontrar las ruinas de Vilcabamba, foto de Tony Halik.

En 1976 dirigió la expedición científica que fue en busca de Vilcabamba, la última capital de los incas, identificándola con las ruinas de Espíritu Pampa, teoría ampliamente aceptada en la actualidad.
Ha sido también decano del Colegio de Doctores en Educación (1976-1980) y cofundador del Instituto de Medicina Tradicional Andino-Amazónica (2000).

## Publicaciones
- Huáscar, inca trágico (1964)
- Versión inca de la Conquista (1974)
- Vilcabamba, la última capital del imperio inka (1978)
- La visión peruana de la Conquista (1979)
- Vilcabamba, la última capital de los incas (Japón, 1979)
- El imperio del Tahuantinsuyo (1980), en Historia general del Ejército Peruano, tomo II, parte I, pp. 1-265.
- La Conquista del Perú de los incas [1531-1572] (1980), en Historia del Perú, Tomo IV, Editorial Juan Mejía Baca, pp. 1-127.
- La guerra de reconquista inka. Vilcabamba: epílogo trágico del Tawantinsuyo (1536-1572) (1994)
- La realidad nacional: antología didáctica (1994)
- Ensayos de Historia Andina. Los Incas y el inicio de la Guerra de Reconquista (2006), recopilación póstuma de sus ensayos.